# James Stewart Conte de Moray
James Stewart Conte de Moray (n. 1531, Linlithgow - d. 1570, Linlithgow) a fost Regent al Scoției în timpul domniei lui Iacob al VI-lea al Scoției, principe scoțian și consilierul Mariei Stuart în timpul domniei ei. Bastard a lui Iacob V al Scoției, a pus la cale împreună cu alți nobili asasinarea secretarului Mariei Stuart, David Rizzio muzician italian catolic, probabil din gelozia lui Henric Stuart Lord Darnley, al doilea soț al reginei, pentru ca in 1567 să fie implicat și în moartea lui Darnley, ucis prin strangulare, probabil de al treilea soț al reginei James Hepburn Bothwell. A organizat o revoltă împotriva mariajului ei cu Bothwell, dar avea să fie înăbușită de acesta.
Moray a fost ucis la Linlithgow pe 23 ianuarie 1570, de un susținător al reginei, James Hamilton of Bothwellhaugh, pentru înaltă trădare.